# Crop Breeding and Applied Biotechnology
Crop Breeding and Applied Biotechnology is een Braziliaans, aan collegiale toetsing onderworpen open access wetenschappelijk tijdschrift op het gebied van de landbouwkunde, biotechnologie en microbiologie. De naam wordt in literatuurverwijzingen meestal afgekort tot Crop Breed. Appl. Biot. Het eerste nummer verscheen in 2001.